# Прегіпертензія
Прегіпертензія, передгіпертензія, також відома як високий нормальний артеріальний тиск і гранична гіпертензія  — це медична класифікація випадків, коли артеріальний тиск людини підвищується вище оптимального або нормального, але не до рівня, який вважається гіпертензією (високим кров’яним тиском). Американський коледж кардіології (ACC) і Американська кардіологічна асоціація (AHA) називають передгіпертензію «підвищеним артеріальним тиском».  ACC/AHA визначає підвищений артеріальний тиск як показники із систолічним тиском від 120 до 129 мм рт. ст. та діастолічний тиск нижче 80 мм рт. ст.  Показники, що перевищують або дорівнюють 130/80 мм рт. ст., вважаються гіпертензією за ACC/AHA, а якщо більше або дорівнює 140/90 мм рт. ст. - гіпертензією за ESC/ESH.  а Європейське товариство гіпертензії визначає «високий нормальний артеріальний тиск» як показники систолічного тиску від 130 до 139 мм рт.ст. і діастолічного тиску 85-89 мм рт.ст. 
Класифікація артеріального тиску базується на двох або більше показаннях у двох або більше різних випадках і, якщо це можливо, порівнюється з показниками артеріального тиску виміряного поза лікарняною установою.  

## Ознаки та симптоми
Прегіпертензія на момент встановлення діагнозу часто протікає асимптомно (без симптомів). Лише надзвичайно підвищений артеріальний тиск (злоякісна гіпертензія) у рідкісних випадках може викликати головний біль, зміни зору, втому або запаморочення, але це неспецифічні симптоми, які можуть виникати при багатьох інших захворюваннях. Таким чином, артеріальний тиск вище норми може залишатися недіагностованим протягом тривалого періоду часу.

## Причини
Підвищення артеріального тиску розвивається поступово протягом багатьох років, як правило, без конкретної ідентифікованої причини. Однак спочатку слід виключити можливі медичні причини, такі як прийом ліків, захворювання нирок, проблеми з наднирковими або щитоподібною залозою. Високий кров'яний тиск, який розвивається з часом без конкретної причини, вважається доброякісною або есенціальною гіпертензією. Артеріальний тиск також має тенденцію до підвищення з віком людини.

## Ведення
Щоб знизити ризик прогресування прегіпертензії в гіпертензію, необхідно змінити спосіб життя або поведінку.

### Модифікація способу життя

#### Дієта
Рекомендується дієта з низьким вмістом натрію та високим вмістом калію, а також збільшення фізичної активності принаймні до тридцяти хвилин на день у більшість днів тижня, відмова від куріння, зменшення споживання алкоголю та підтримка нормальної ваги. 
Корисною буде, зокрема, дієта з високим вмістом фруктів і овочів (ціль - до половини прийому їжі має включати некрохмалисті овочі, такі як листова зелень, квасоля, морква, огірки, помідори тощо), цільнозернових продуктів, низький вміст рафінованих зерен (наприклад, білий хліб і хлібобулочні вироби з білого борошна), низький вміст насичених жирів (наприклад, жирні шматки м’яса або смажених страв) і низький вміст натрію. Рандомізовані контрольовані дослідження показали, що такі зміни харчування значно знижують артеріальний тиск (АТ) і самі по собі можуть знизити АТ більше, ніж будь-яка медикаментозна терапія. Дієта та зниження споживання натрію впливають разом, тобто чим більше змінюється раціон, за рахунок зменшення насичених жирів і збільшення вмісту фруктів і овочів АБО зниження споживання натрію значно нижче рівня, типового для індустріалізованих країн, як США, тим більшою буде користь. Значущі результати зміни дієти спостерігаються через 30 днів. 
Продукти, багаті на калій, включають банани, папайю, солодку картоплю, темну листову зелень, авокадо, сік чорносливу, томатний сік, апельсини, молоко, йогурт, сушені боби, такі як темно-сині, пінто та чорні боби, нут, сочевиця, яловичина, свинина, риба, горіхи та насіння, такі як фісташки, мигдаль, гарбуз, льон та інші. насіння соняшнику. 

#### Фізичні вправи
Фізичні вправи, включаючи аеробні,   ізометричні вправи,   динамічні силові тренування,   тайцзи,  цигун  і йогу  , можуть знизити артеріальний тиск у людей з прегіпертонією.

#### Сон
Нестача сну може підвищити АТ, а більш тривалі цикли сну можуть знизити АТ у людей із прегіпертензією. 

#### Стрес
Методи зниження стресу можуть покращити підвищений АТ. 

### Моніторинг
Ретельний моніторинг ознак ураження органів-мішеней або прогресування гіпертензії є важливою частиною спостереження за пацієнтами з прегіпертензією. Будь-які зміни в класифікації АТ повинні бути підтверджені принаймні під час одного наступного візиту.
Основним показанням до фармакологічної антигіпертензивної терапії є прогресування артеріальної гіпертензії. Поріг є нижчим у пацієнтів з діабетом, хронічною нирковою недостатністю або серцево-судинними захворюваннями.  Цільовий АТ для цих станів нині становить менше 120/80 мм рт.ст.

#### Домашній моніторинг
Моніторинг та відстеження пацієнтів з прегіпертонією можливий в домашніх умовах. Це може допомогти підвищити обізнаність пацієнта та його/її лікаря, щодо ризику підвищення АТ до гіпертензивного рівня. Моніторинг у домашніх умовах може допомогти уникнути гіпертензії білого халату, яка призводить до підвищення артеріального тиску через присутність лікаря або спеціаліста в «білому халаті». Моніторинг вдома або на роботі в звичайний час щодня допомагає діагностувати у пацієнта передгіпертензію або гіпертензію.
Веб-сайт Американської кардіологічної асоціації  говорить: «У вас може бути так звана «гіпертонія білого халату», це означає, що ваш артеріальний тиск підвищується, коли ви перебуваєте в кабінеті лікаря. Домашній моніторинг допоможе вам виміряти ваш справжній АТ і надати вашому лікарю журнал вимірювань АТ. Це корисно для діагностики та запобігання потенційним проблемам зі здоров’ям».
Люди, які користуються домашніми приладами для вимірювання АТ, все частіше використовують програмне забезпечення для складання графіків АТ. Ці методи створення діаграм дозволяють отримати роздруківку для лікаря та нагадувати про перевірку АТ.

### Ліки
Пацієнтам з іншими захворюваннями та підвищеним АТ, особливо хворим на цукровий діабет, захворюваннями нирок або серця, можуть бути призначені антигіпертензивні засоби. 

## Прогноз
Ступінь, при досягненні якого прегіпертензія становить серйозну проблему для здоров’я, залишається невизначеною.  Кілька довготривалих досліджень свідчать про відсутність суттєвого збільшення смертності від усіх причин протягом тривалого періоду часу для осіб, що належать до діапазону прегіпертензії.   Крім того, багато досліджень вказують на J-подібний характер зв’язку між АТ і смертністю, згідно з яким як дуже високий, так і дуже низький рівні асоціюються з помітним зростанням смертності.  З іншого боку, Національний інститут серця, легенів і крові припускає, що люди з прегіпертензією мають більший ризик розвитку гіпертензії або високого кров’яного тиску порівняно з людьми з нормальним АТ. 
Мета-аналіз 2014 року зробив висновок, що прегіпертензія підвищує ризик інсульту, і що навіть низька передгіпертензія статистично значуще підвищує ризик інсульту , а мета-аналіз 2019 року виявив, що підвищений АТ збільшує ризик серцевого нападу на 86% та інсульту на 66%. 

## Епідеміологія
Згідно з даними Національного дослідження здоров’я та харчування (NHANES III) у 1999 та 2000 роках, поширеність прегіпертензії серед дорослих у Сполучених Штатах становила приблизно 31% і знизилася до 28% у Національному дослідженні здоров’я та харчування у 2011–2012 роках.  Поширеність була вищою серед чоловіків, ніж жінок. 

### Фактори ризику
Основним фактором ризику прегіпертензії є надмірна вага. Інші фактори ризику включають сімейний анамнез гіпертензії, сидячий спосіб життя, вживання харчів з високим вмістом натрію, куріння та надмірне споживання алкоголю чи кофеїну. 

## Дивіться також
- Антигіпертензивні ліки
- Пульсовий тиск